# Weser (vattendrag i Belgien)
Weser är ett vattendrag i Belgien, på gränsen till Tyskland.   Det ligger i regionen Vallonien, i den östra delen av landet, 90 km öster om huvudstaden Bryssel.
I omgivningarna runt Weser växer i huvudsak blandskog. Runt Weser är det tätbefolkat, med 570 invånare per kvadratkilometer.